# Робиде ван дер Аа, Христианус
Христиа́нус Пе́трус Эли́за Робиде́ ван дер А́а (нидерл. Christianus Petrus Eliza Robidé van der Aa; 7 октября 1791, Амстердам, Республика Соединённых провинций — 14 мая 1851, Остербек, Королевство Нидерландов) — нидерландский юрист и писатель; вместе с Эверардом Иоганном Потгитером был первым редактором литературного журнала «De Gids».

## Биография
Родился в Амстердаме 7 октября 1791 года в семье юриста и писателя Пьера-Жана-Батиста-Шарля ван дер Аа и Франсины-Адрианы, урождённой Барта ван Пене. Он был старшим братом Абрахама Якоба ван дер Аа, автора «Географического словаря Нидерландов». Впоследствии Христианус Петрус добавил к своему имени имя и фамилию бабушки по материнской линии.
Защитив степень доктора обеих прав 27 декабря 1811 года, он поселился в Лейдене, где служил адвокатом в конторе у отца. Свободное владение французским языком, через месяц после смерти отца, 13 июня 1812 года помогло Христианусу Петрусу получить место секретаря мэра города Снек. 5 марта 1814 года он получил место секретаря и шерифа города Леммер. Затем он служил секретарём в Лемстерланде. Во время освободительного восстания и войны против армии Наполеона в 1813 — 1815 годах, Христианус Петрус вступил в национальную армию добровольцем и дослужился до звания майора.
11 июня 1816 года он женился на Элькье Поппес, талантливой поэтессе и лиристке, которая после свадьбы оставила карьеру, посвятив свою жизнь семье. В 1818 году Христианус Петрус был назначен прокурором (адвокатом в суде) в городе Леуварден. В том же году он дебютировал, как поэт. Написанные им оды в честь известных людей и патриотическая поэзия имели успех у читателей. В 1827 году за стихотворение «Смерть лорда Байрона» он получил золотую медаль Королевского общества языка и поэзии в Генте. Его стихи печатались в сборниках и альманахах, одним из которых был «Альманах Красоты и Добра», в котором он длительное время работал главным редактором.
Его первая жена умерла 20 сентября 1828 года. В 1830 году Христианус Петрус женился во второй раз на Люции Марии де Йонг, вдовы Яна Антония Калленберг ван ден Боша. В 1834 году он переехал на виллу «Небесная гора», которая принадлежала его супруге. В том же году подал в отставку с должности прокурора в Леувардене и стал адвокатом в Арнеме. В сентябре 1838 года получил место судьи в окружном суде. В это время в творчестве большее время он уделял прозе, чем поэзии.
В 1827 году он был удостоен золотой медали Общества всеобщей пользы. Его внимание было сосредоточено на улучшении народного образования. В 1840 году Христианус Петрус был назначен инспектором школы первого района Гелдерланда. Среди его прозы в эти годы особенного внимания заслуживают четыре национальные песни, за которые в 1835 году он получил ещё одну золотую медаль Общества всеобщей пользы. В последние годы, 1839 по 1847 год, Христианус Петрус страдал алкоголизмом и почти не писал. Его вторая жена умерла 28 августа 1846 году. Сам Христиан Петрус скончался 14 мая 1851 года в Остербеке.